# لمنابهة (المنابهة)
لمنابهة هي إحدى مشيخات المملكة المغربية، تتبع جغرافيا لعمالة مراكش وإداريًا لالمنابهة. يقدر عدد سكانها بـ 10390 نسمة حسب الإحصاء الرسمي للسكان والسكنى لسنة 2004.